# Batalla de Mikatagahara
La batalla de Mikatagahara (三方ヶ原の戦い, Mikatagahara no tatakai) va ser una batalla del període Sengoku del Japó lliurada entre Takeda Shingen i Tokugawa Ieyasu a Mikatagahara, província de Tōtōmi el 25 de gener de 1573. Shingen va atacar Ieyasu a la plana de Mikatagahara al nord de Hamamatsu durant la seva campanya contra Oda Nobunaga mentre buscava una ruta de Kōfu a Kyoto. La força Tokugawa-Oda va ser gairebé totalment aniquilada pels Takeda després d'haver estat encerclada i molts dels criats d'Ieyasu van morir en la batalla. Ieyasu i els seus homes supervivents es van veure obligats a retirar-se abans de llançar un contraatac menor per retardar la marxa de Shingen cap a Kyoto.

## Rerefons
L'octubre de 1572, després d'haver conclòs aliances amb els seus rivals a l'est (el clan Hōjō tardà d'Odawara i el clan Satomi d'Awa), i després d'esperar que la neu tanqués els passos de muntanya del nord contra el seu rival del nord, Uesugi Kenshin, Takeda Shingen va dirigir un exèrcit de 30.000 homes al sud des de la seva capital de Kōfu a la província de Tōtōmi, mentre que Yamagata Masakage va dirigir una segona força de 5.000 homes a l'est de la província de Mikawa. Ràpidament van capturar el castell Yoshida i el castell Futamata.
Shingen es va oposar a Tokugawa Ieyasu, amb seu al castell Hamamatsu amb 8.000 homes, més 3.000 reforços addicionals rebuts del seu aliat, Oda Nobunaga. Tanmateix, la intenció de Takeda no era atacar Ieyasu ni apoderar-se de Hamamatsu; més aviat, volia evitar el conflicte si era possible per salvar les seves forces per destruir Nobunaga i marxar cap a Kyoto.
En contra dels consells donats per Sakuma Nobumori i Takigawa Kazumasu, que havien estat enviats per Nobunaga, i pels seus propis generals, Matsudaira Ietada (Fukōzu) i Ishikawa Kazumasa. Ieyasu es va negar a permetre que els Takeda travessin el seu territori sense obstacles, i va reunir les seves forces en una plana alta anomenada Mikatagahara, en aquell moment situada just al nord de Hamamatsu.
Segons el Kōyō Gunkan, la història militar contemporània de Takeda, Shingen va superar Ieyasu en tres a un i va organitzar els seus homes en la formació de gyorin (魚鱗, escama de peix), atretant el seu oponen a atacar. Oyamada Nobushige estava a l'avantguarda de Shingen, seguit de Naitō Masatoyo i Yamagata Masakage. La tercera línia estava comandada per Katsuyori i Obata Masamori, mentre que Baba Nobuharu estava a la quarta. Oposant-se a ell, Ieyasu havia reunit les seves forces disponibles i les havia disposat en línia.

## Biografia
- De Lange, William. Samurai Battles: The Long Road to Unification. Toyp Press (2020) ISBN  978-949-2722-232
- Sadler, A. L. The Maker of Modern Japan: The Life of Shogun Tokugawa Ieyasu. Olympia Press (2009) ISBN 1-60872-111-6